# Onosma borysthenica
Onosma borysthenica là loài thực vật có hoa trong họ Mồ hôi. Loài này được Klokov mô tả khoa học đầu tiên.